# Eucalyptus microtheca
Espèce
Eucalyptus microtheca est une espèce de plantes à fleurs du genre Eucalyptus et de la famille des Myrtaceae. C'est un arbre des points d'eau (billabongs) et des plaines alluviales du nord de l'Australie (nord de l'Australie-Occidentale, du Territoire du Nord et du Queensland).

## Description
C'est un petit arbre de 10 mètres de hauteur de type mallee assez souvent. Il a une écorce gris clair à gris foncé fortement fissurée. Les feuilles sont alternes, pétiolées, lancéolées, ternes, concolores et mesurent de 5 à 19 cm de longueur. Les fleurs blanches ou crèmes apparaissent de septembre à janvier.

## Synonyme
- Eucalyptus brachypoda Turcz.